# Umm al-Dawali
Umm al-Dawali (tiếng Ả Rập: أم الدوالي) là một ngôi làng ở phía bắc Syria nằm về phía tây bắc của Homs ở tỉnh Homs. Theo Cục Thống kê Trung ương Syria, Umm al-Dawali có dân số 1.558 trong cuộc điều tra dân số năm 2004. Cư dân của nó chủ yếu là Alawites.